# Grand-Champ
Grand-Champ (en bretó Gregam) és un municipi francès, situat a la regió de Bretanya, al departament d'Ar Mor-Bihan. L'any 2006 tenia 4.691 habitants. A l'inici del curs 2007 el 7,2% dels alumnes del municipi eren matriculats a la primària bilingüe.

## Demografia
| 1962                                       | 1968  | 1975  | 1982  | 1990  | 1999  |
| ------------------------------------------ | ----- | ----- | ----- | ----- | ----- |
| 2.556                                      | 2.662 | 3.052 | 3.503 | 3.897 | 4.246 |
| Des de 1962: població sense dobles comptes |       |       |       |       |       |

## Administració
| Període   | Identitat             | Partit |
| --------- | --------------------- | ------ |
| 1965-2001 | Célestin Blévin       |        |
| 2001-     | Gilles-Marie Pelletan | MoDem  |